# Karczmarówka
Karczmarówka – część wsi Skotniki Duże w Polsce, położona w województwie świętokrzyskim, w powiecie buskim, w gminie Busko-Zdrój.
W latach 1975–1998 Karczmarówka administracyjnie należała do województwa kieleckiego.